# 傑貝阿里
傑貝阿里（阿拉伯语：‎，直译：阿里山）是一座港口城鎮，位於阿拉伯聯合大公國杜拜西南方35公里。中東地區最繁忙的港口傑貝阿里港即位於此。

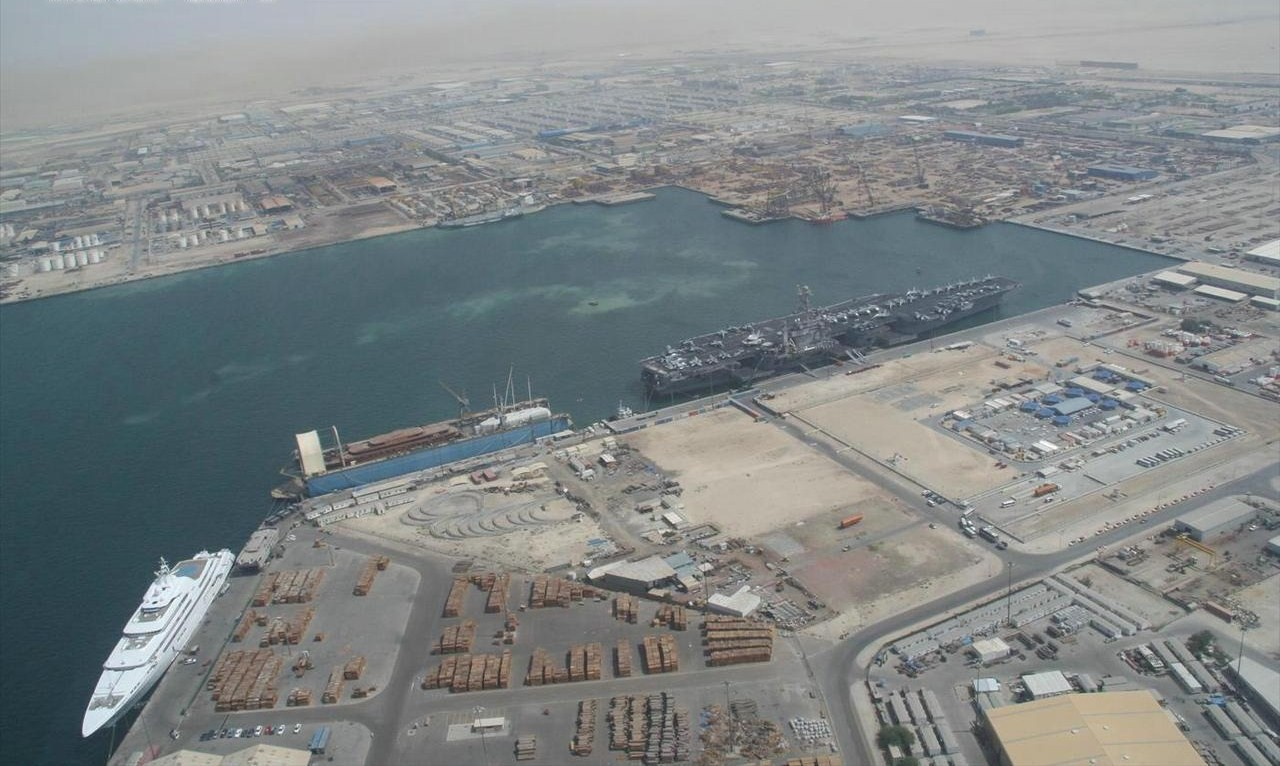
傑貝阿里港